# Hongqi (Xinxiang)
Der Stadtbezirk Hongqi (chinesisch 紅旗區 / 红旗区, Pinyin Hóngqí Qū) gehört zum Verwaltungsgebiet der bezirksfreien Stadt Xinxiang in der chinesischen Provinz Henan. Er hat eine Fläche von 164 km² und zählt 456.400 Einwohner (Stand: Ende 2018).

## Administrative Gliederung
Auf Gemeindeebene setzt sich der Stadtbezirk aus fünf Straßenvierteln, zwei Großgemeinden und einer Gemeinde zusammen. 